# Saint Georges terrassant le dragon
Saint Georges terrassant le dragon est un tableau réalisé par le peintre italien Paolo Uccello vers 1430-1435. Cette peinture sur bois représente Georges de Lydda monté sur un cheval blanc alors qu'il transperce d'une lance la gueule d'un dragon qui s'interpose devant la princesse. L'œuvre est conservée au musée Jacquemart-André, à Paris, en France.

## Description
Le combat se déroule à l'entrée d'une grotte creusée dans un rocher, lequel s'impose au centre de la composition picturale mais dans un style grossier rappelant les décors de théâtre, séparant le saint à droite portant ses attributs (couleur rouge et croix) affrontant le dragon placé au centre, et la princesse, à gauche dévoilant un paysage lointain de champs dans une perspective appuyée fuyant vers les remparts de la ville, celle du roi dont la princesse est la fille et dont on perçoit trois personnages notables devant la porte centrale. 

Détails particuliers.
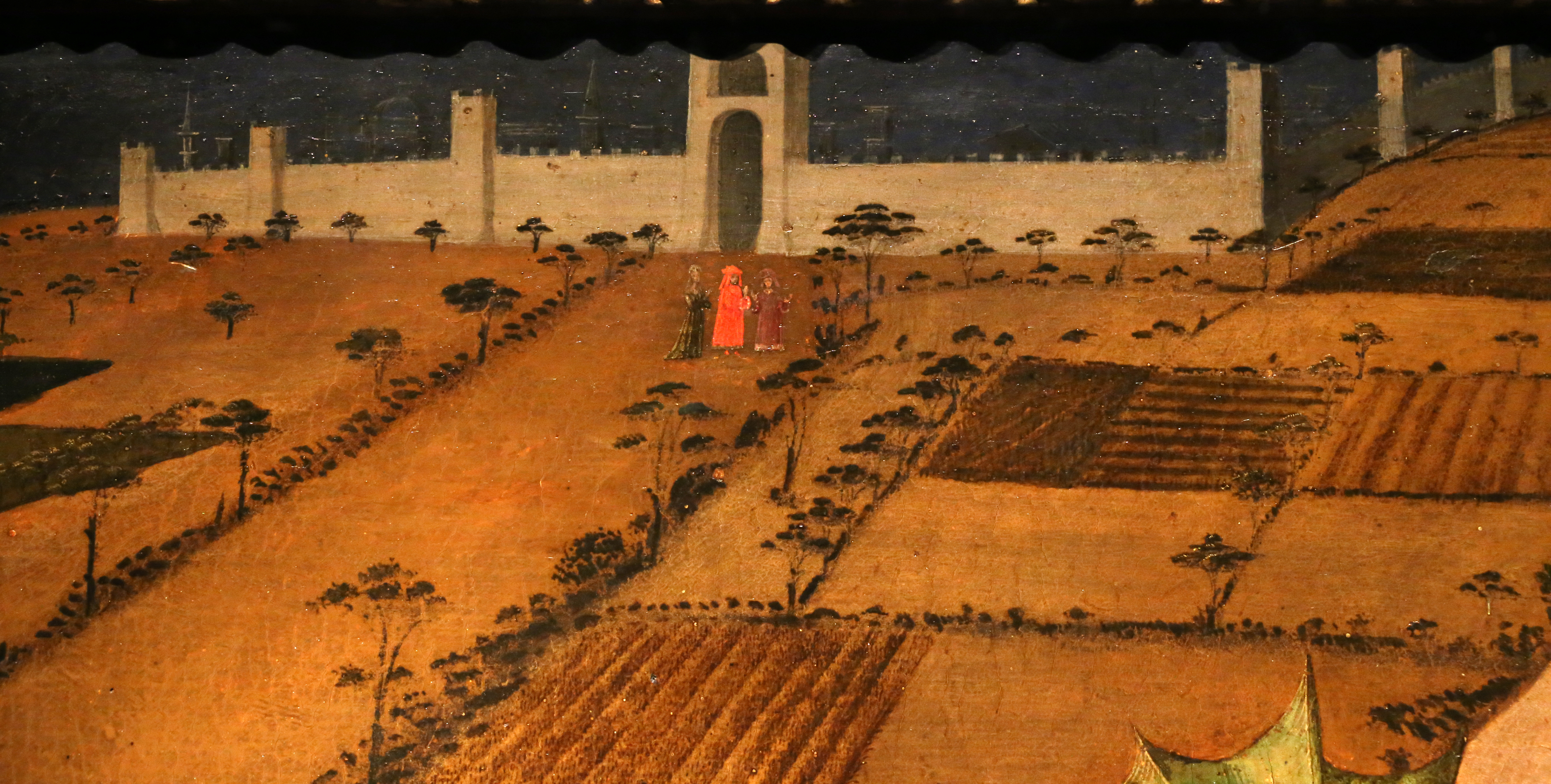
La perspective des champs vers les remparts.
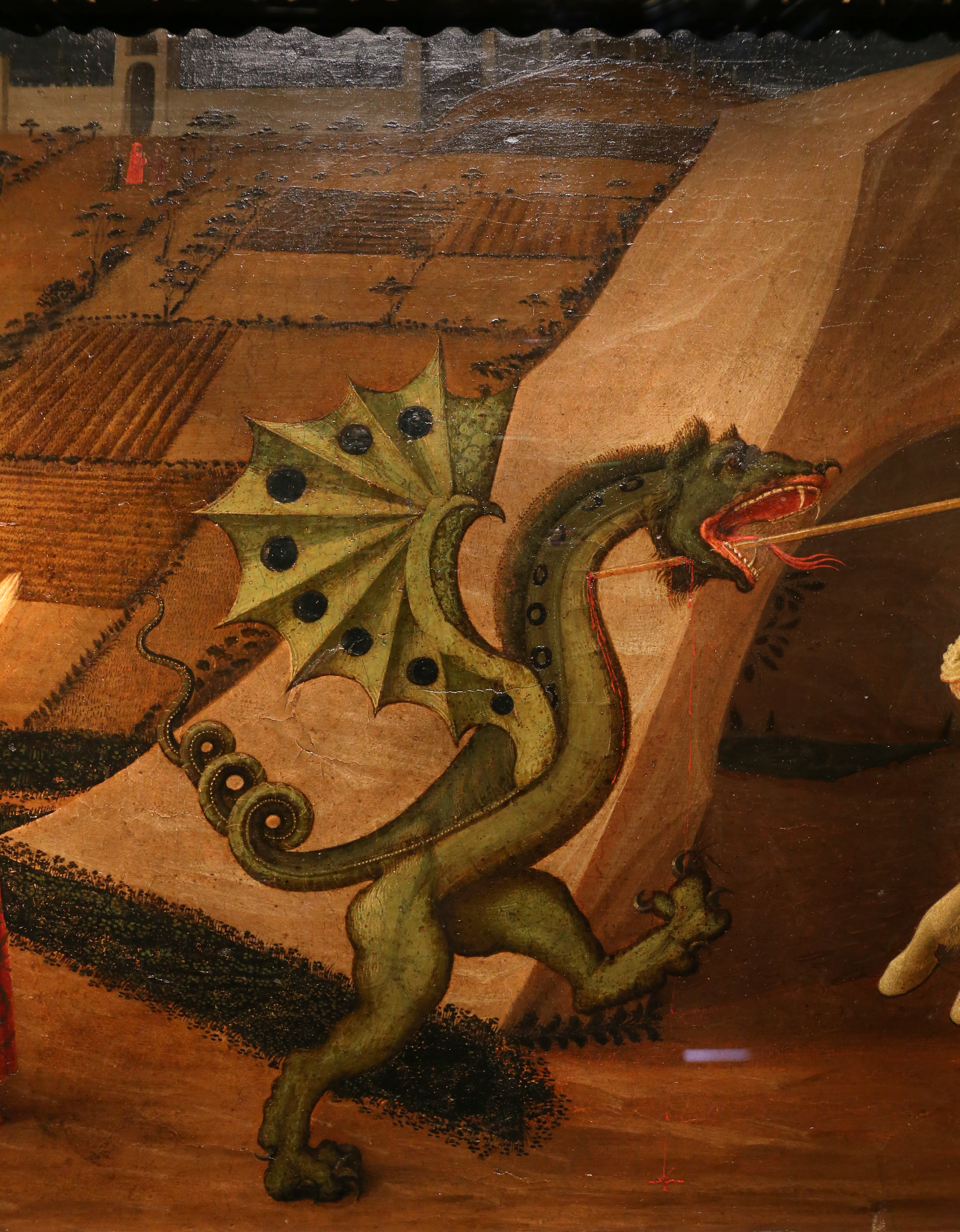
Le dragon.
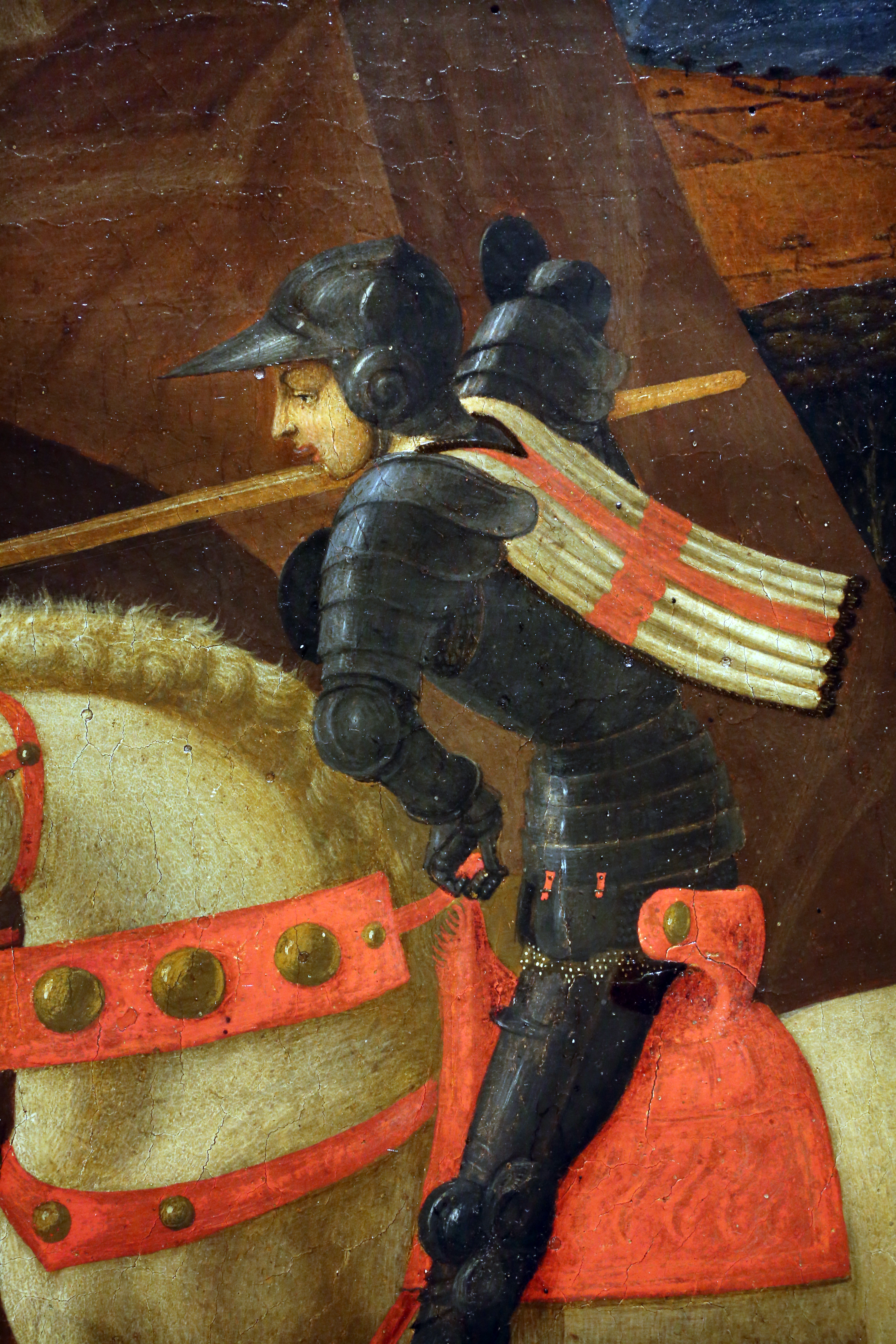
Les attributs du saint.

Le format du tableau en détrempe sur bois indique vraisemblablement celui d'une spalliera.